# Einspruch, Schatz! – Ein Fall von Liebe
Einspruch, Schatz! – Ein Fall von Liebe ist ein deutscher Fernsehfilm aus dem Jahr 2023 der im Auftrag der ARD Degeto von der Wiedemann & Berg Filmproduktion für Das Erste produziert und im Rahmen der Reihe Endlich Freitag im Ersten erstausgestrahlt wurde. In der Hauptrolle ist Christine Urspruch zu sehen.

## Handlung
Eva Schatz ist Anwältin mit Leib und Seele und glücklicher Single. Bei der Scheidungsverhandlung ihrer Freundin Sissi erleidet sie einen Schwächeanfall. Im Krankenhaus wird ihr mitgeteilt, dass sie nun in den Wechseljahren sei. Als sie die erfolgreiche Scheidung von Sissi feiern, lernt sie Hanno kennen. Mit ihm verbringt sie so manche schöne Nacht im Hotel, weiß aber sonst wenig über ihn.
Auf Drängen ihres Vaters Werner vertritt sie die Krankenpflegerin Christina. Deren Frau ist verstorben und sie möchte das Sorgerecht für ihre Stieftochter Marie haben. Ihre Schwiegereltern Vera und Rolf möchten es aber ebenfalls haben. Bei der Verhandlung ist Hanno der Anwalt der Gegenseite und er kann das Sorgerecht für seine Mandanten erringen, da Christina mittlerweile arbeitslos ist.
Dann lädt Hanno Eva zu sich nach Hause ein. Dabei lernt sie seine Mutter, die Malerin Gisela, seine Tochter Lili – die gegen die neue Frau in Hannos Leben ist –, seinen Sohn Neil – der eine weibliche Seite an sich entdeckt –, und das Nesthäkchen Tim kennen.
Bei Christina kommt heraus, dass sie Alkoholikerin ist. Eva kann ihr einen Schubs in die richtige Richtung geben. Gemeinsam können Hanno und Eva eine gütliche Einigung für die Betreuung von Marie finden.

## Rezeption

### Einschaltquoten
Die Erstausstrahlung am 22. September 2023 zur Hauptsendezeit um 20.15 auf Das Erste wurde von 4,39 Millionen Zuschauern verfolgt, was einem Marktanteil von 17,9 % entspricht. Von den jüngeren Zuschauern entschieden sich 7,8 Prozent für den Film.

### Kritik
film-rezensionen.de beschreibt sie als Fernsehfilmreihe zwischen Komödie und Drama.
TV Spielfilm bezeichnet den Film als Echten Schatz: Amüsanter Auftakt mit ehrlichem Unterton.